# 凌啟榮
凌啟榮（英語：Ling "Kaiwing" Kai Wing，1996年10月27日—）是一名《英雄聯盟》職業選手，遊戲ID為Kaiwing，目前為CTBC Flying Oyster的辅助選手。

## 职业生涯

### 開始
啟榮在結束2015香港中學文憑考試後，曾短暫前往中國，效力於TGA聯賽的戰隊。

### MSE出道
2016年1月正式出道，效力台灣戰隊Midnight Sun Esports。但戰隊在夏季賽結束後宣布解散，轉移經營權售予匯創紀（CenturySoft）然而，由於未知原因交易未能完成，LMS席位最終售予另一隊伍Fireball。。

### HKA時期：初登世界大賽舞台（2017—2019）
2017年5月，Kaiwing加入香港戰隊香港態度 （HKA），由商人鍾培生擁有。
HKA 於2017年（S7）及2019年（S9）透過區域選拔賽成功晉級英雄聯盟世界大賽。

### TLN，PSG時期：PCS四連霸（2020—2022）
2019年12月19日，拳頭遊戲宣佈成立新聯賽PCS，由LST（東南亞賽區）和LMS（台港澳賽區）合併而成。
2020年，Kaiwing加入Talon Esports；同年因獲得PSG Esports冠名贊助，隊名改為PSG Talon Esports。
Kaiwing與戰隊四度奪得聯賽冠軍（2020春季、夏季賽，2021春季、夏季賽），並兩度參加季中邀請賽（S11、S12），取得四強及六強佳績。此外，他更隨隊兩次參與英雄聯盟世界大賽（S10、S11），皆止步於十六強。
在2022年PCS夏季賽，PSG以常規賽第一名的成績進入季後賽，在季後賽階段先後對上CTBC Flying Oyster（CFO）與Beyond Gaming（BYG）時接連失利，無緣晉級世界賽。賽後，PSG計劃進行重組並希望留下Kaiwing，甚至開出兩年後轉為教練的合約。然而，Kaiwing最終未接受此提案，決定離開效力三年的隊伍。

### FAK的「全港班」、最後一次挑戰PCS（2023—2024）
2023年的S13賽季Kaiwing最終決定加盟由全隊均為香港人組成的Frank esports（FAK），組成Solokill，Holo，Pretender， MnM以及Kaiwing的「全港班」，希望以挑戰者的身份證明自己，在職業生涯的尾聲嘗試一次以全粵語的溝通方式下角逐聯賽。
最終FAK以第2名，12勝6負完成該屆PCS 2023春季賽常規賽。其後季後賽之旅FAK上演敗部復活一串三，惟在總決賽不敵0:3 PSG 獲得亞軍。其後的夏季賽Frank Esports 進行人事異動，Holo選手離隊，同為香港人的KennyChan選手由LPL戰隊Weibo Gaming加盟，FAK以全港班2.0衝擊PCS聯賽；最終夏季常規賽9勝9負得第六名，季後賽敗部半決賽2:3不敵CFO，第四名結束2023年賽季。
2024年Frank Esports 因Solokill離隊他投，毅然決定更改「全港班」策略，引入1Jiang，JimieN, Gemini 三位台藉選手，搭配留隊的Pretender，MnM及Kaiwing挑戰PCS。最終戰隊在改制的PCS 春季賽奪得第三名（9勝6負），其後季後賽2:3不敵日本戰隊Softbank Hawk Gaming (SHG)，再一次以殿軍止步。夏季賽MnM因手傷選擇休息，FAK再引進Wako選手在下路搭檔Kaiwing，以6勝3負成績第四名結束常規賽。FAK在最後一屆PCS夏季賽季後賽則再次以1:3敗陣SHG，錯失前往世界賽的資格，為Kaiwing和FAK戰隊在PCS聯賽的時間寫下句號。

### 前往CFO，LCP聯賽（2024至今）
由於Riot Games重組亞太區聯賽，PCS被LCP取代，不再作為頂級聯賽。FAK無法取得LCP資格，主要選手選擇離隊。其中，1jiang加入LPL戰隊Ultra Prime，Kaiwing則轉會台灣隊伍CTBC Flying Oyster（CFO）。

## 瑣事

### 來自香港的雙人組：Kaiwing 與Unified
Kaiwing 在Hong Kong Attitude效力期間開始搭檔Unified （黃俊杰）選手，二人下路雙人線實力為聯賽頂尖。
2018年二人更作為香港代表出戰亞運會。
2020年，二人同時加盟 Talon Esports（現PSG Talon），其統治力依舊為戰隊帶來四個PCS冠軍。
可以說的是Unified 、Kaiwing 二人搭檔，巔峰時期是PCS最強的二人組。
- 他的ID Kaiwing其實源自他的真名（Kai Wing/啟榮）。

- 在 LMS 2016 春季賽期間，Midnight Sun Esports（HKE）與Hong Kong Esports（HKE、後改名為Hong Kong Attitude ，HKA）的比賽，剛出道不久的啟榮就憑遊戲中英雄亞里斯塔，極限1 vs 5的關鍵防守成功守下主堡反勝，自此被封「護國神牛」。[11]
- 他曾表示日後有機會可能寫書，名為《電競心理學》。

- 在他的直播中，他說宵夜喜歡吃清水烏冬，不過偶爾也會加配料。
- 實況中，啟榮本人表示很喜歡香港歌手張天賦，觀眾即戲稱他為PCS MC（MC張天賦）。
- Twitch 實況帳號、Instagram 帳號均是「Kaiwing1027」，ID來自Kaiwing選手的生日10月27日。